# Стефан (Гнедовский)
Епи́скоп Стефа́н (в миру Степа́н Ефи́мович (Стефа́н Евфи́мьевич) Гнедо́вский; 1864, Домники, Полоцкий уезд, Витебская губерния — 15 апреля 1931, Москва) — епископ Русской православной церкви, епископ Волоколамский, викарий Московской епархии.

## Биография
Родился около 1864 года в селе Домники Полоцкого уезда Витебской губернии в семье священника. Отец будущего епископа священник Евфимий Иоаннович Гнедовский — участник Крымской войны 1853—1856 годов, награждён в честь этого наперсным тёмно-бронзовым крестом.
Окончил Витебскую духовную семинарию по II разряду в 1881 году.
В 1890 году, будучи священником, является благочинным Единоверческих церквей города Витебска и состоит в Епархиальном обществе попечительства о бедных духовного звания. В 1898 году избран гласным Витебской городской думы сроком на 4 года. В 1903 году в качестве священника состоит при Витебском Петропавловском соборе, где и служит до 1911 года, одновременно являясь преподавателем Витебского мужского духовного училища.
В апреле 1906 года в Витебск приезжает известный уже тогда всей России пастырь Иоанн Кронштадтский. Он служит в Петропавловском соборе. Кронштадтский пастырь произносит там свою знаменитую проповедь «О римско-католическом папизме». Общение с великим русским пастырем не прошло даром. По велению сердца, возможно уже будучи вдовцом, священник Стефан Евфимович Гнедовский отправляется в Вышний Волочёк, в Казанский монастырь, который, как известно, основан по благословению святого праведного Иоанна Кронштадтского. Насельницы монастыря считали праведного пастыря своим духовным отцом. Священник Стефан был настоятелем церкви Вышне-Волоцкого женского Казанского монастыря Тверской епархии с 1911 по май 1913 года.
С 27 мая 1913 года был священником в храме в честь мученицы царицы Александры в здании дома призрения для увеченных воинов в Царском селе.
На время военных действий был прикомандирован к военно-санитарному поезду Его Императорского Высочества Наследника Цесаревича Алексия.14 марта 1915 года возведён в сан протоиерея.
20 августа (2 сентября) 1923, будучи протоиереем, хиротонисан епископом Старицким. Управляющий в то время Тверской епархией епископ Петр (Зверев) был арестован, был в ссылке и не управлял епархией до 1925 года.
Деятельно противодействовал обновленцам. К ноябрю 1924 года проживал в Москве.
В конце 1924 — начале 1925 года в Тамбовской епархии открывается новая викарная кафедра — Кирсановская, куда получает назначение епископ Стефан. На него возложили временное управление Тамбовской епархией
С 1925 года по 23 марта (5 апреля) 1926 года— епископ Кирсановский, временно управляющий Тамбовской епархией. Участвует в погребении Святейшего Патриарха Тихона в Донском монастыре.
В этом сане 12 апреля 1925 года подписал акт о передаче высшей церковной власти митрополиту Крутицкому Петру (Полянскому). В том же году был арестован и был заключен в Мурманской области. Данных о реабилитации нет.
В 1926 году был отпущен на свободу и продолжил архиерейское служение в сане епископа Кирсановского и временно управляющего Тамбовской епархией.
20 марта 1926 года (ст.ст.) в числе 25 архипастырей подписывает обращение к митрополиту Сергию по поводу раздорнической деятельности григорианцев
С 1926 по 1928 год был епископом Енотаевским и временно управляющим Астраханской епархией с 1927 по 1928 год. Тогда же, по данным М.Е Губонина, является и епископом Ростовским.
После ссылки в ноябре 1926 года архиепископа Астраханского Фаддея (Успенского) становится временно управляющим Астраханской епархией. В начале 1927 года на Астраханскую кафедру был назначен архиепископ Иннокентий (Ястребов), не получивший разрешение властей на приезд в Астрахань. Архиепископ Иннокентий управлял епархией через епископа Стефана.
С 1928 года по октябрь 1929 года был епископом Каширским, временно управляющим Московской епархией.Проживал в те годы в Москве в колокольне храма св. Иоанна Богослова, в Богословском переулке на Тверском бульваре.
В марте 1931 года назначен епископом Волоколамским, викарием Московской епархии.
Несмотря на астму, все время Страстной седмицы и на Пасху усердно совершал богослужение, и даже в пасхальный понедельник сослужил Заместителю Патриаршего Местоблюстителя Литургию в Дорогомиловском Богоявленском соборе. В среду, 15 апреля, около 11 часов утра тихо и в полном сознании скончался.
Отпевание было совершено в церкви святого Апостола Иоанна Богослова на Страстном бульваре, где в прежнее время проживал и обычно служил епископ Стефан. Отпевание возглавил митрополит Сергий (Страгородский) в сослужении с епископами Подольским Иннокентием и Дмитровским Питиримом пасхальным чином. Погребён в Москве на Калитниковском кладбище (3-й участок).